# Fudeci
Fudeci is een geslacht van hooiwagens uit de familie Minuidae.
De wetenschappelijke naam Fudeci is voor het eerst geldig gepubliceerd door M. A. González-Sponga in 1997. 

## Soorten
Fudeci is monotypisch en omvat slechts de volgende soort:
- Fudeci curvifemur